# Stornarella
Stornarella község (comune) Olaszország Puglia régiójában, Foggia megyében.

## Fekvése
A Tavoliere delle Puglie egyik települése, Foggiától délkeletre.

## Története
A település első említése a 17. század elejéről származik, amikor jezsuita szerzetesek telepedtek le a vidéken. A régészeti feltárások azonban kimutatták, hogy a vidéket szórványosan már a neolitikumban lakták. A jezsuitákat 1767-ben űzték ki a Nápolyi Királyságból, vagyonukat és földjeiket elkobozták, így Stornarella közvetlenül a király fennhatósága alá került. A 19. század elején vált önálló községgé, amikor a királyságban felszámolták a feudalizmust.

## Népessége
A lakosság számának alakulása:

## Főbb látnivalói
- Santa Maria della Stella-templom